# Cupel
Cupel is een bestuurslaag in het regentschap Jembrana van de provincie Bali, Indonesië. Cupel telt 3795 inwoners (volkstelling 2010).